# 董顕光
董 顕光（とう けんこう）は、中華民国のジャーナリスト・政治家・外交官。民国初期からジャーナリストとして活動し、日中戦争に際しては国際宣伝の任務を担当した。戦後、駐日大使として来日している。

## 事績

### アメリカ留学
当初は旧学を学んだが、1899年（光緒25年）に上海の中西書院に入学する。翌年、清心中学に転入し、1905年（光緒31年）、民立中学に進学したが、父が病死したため中途で学業を断念する。そのため、浙江省奉化県の竜津中学堂の招聘に応じて、英語・数学教師となった。このとき、中学堂で学んでいた蔣介石と面識を持っている。1907年（光緒33年）、教職を辞し、上海に戻って商務印書館で勤務した。
1909年1月、アメリカに留学し、カンザスシティのパーク大学（Park College）で学ぶ。翌年、ミズーリ大学新聞学院に転入し、学士を取得する。1912年、ニューヨークに移り、コロンビア大学ジャーナリズム大学院に進学した。なお在学中には、ニューヨーク・タイムズなどで編集業務にも参加している。

### ジャーナリストとしての活動
1913年（民国2年）春に帰国し、孫文（孫中山）の紹介で英字紙『中国共和報』副編輯に任ぜられた。さらに『北京日報』英字版の主筆にも招聘されている。1916年（民国5年）、全国煤油鉱事務総署で英文秘書に任ぜられ、さらに北京政府でも交通部参事や交通総長秘書を務めた。ジャーナリストとしても、China Weekly Review（『密勒氏評論報』）で副編輯となる。1918年、駐米公使顧維鈞の招聘に応じて訪米し、その下で働いた。この時期には、『北京日報』駐ワシントン記者も務めている。
帰国後の1925年（民国14年）、董顕光は天津で『庸報』という新聞紙を創刊し、発行人・主筆・広告経理などあらゆる職務を一人でこなした。1929年（民国18年）夏、上海の英字紙『大陸報』に招聘され、総経理兼総編輯を務めている。同年11月、海軍上将杜錫珪の海外視察団で秘書長となった。

### 政界での活動
1934年（民国23年）、董顕光は蔣介石の紹介により中国国民党に加入した。翌年、本格的に政界入りし、国民政府軍事委員会上海弁事処検査外国新聞電訊検査員に任ぜられる。日中戦争（抗日戦争）勃発後の1937年（民国26年）10月、軍事委員会第5部部長に任ぜられ、国際宣伝の事務を担当した。さらに国民党中央宣伝部副部長にも任ぜられている。翌1938年（民国27年）末に、重慶で国際宣伝処を創設し、処長として英文月刊紙『戦時中国』を刊行した。さらに宣伝処の分処を、香港やアメリカ・東南アジアなど国外各地に次々と設置している。
1942年（民国31年）、董顕光は蔣介石・宋美齢夫婦のインド訪問に随行した。翌年、蔣介石に随行してカイロ会談に出席している。1945年（民国34年）5月、国民党第6期中央執行委員に選出された。戦後の1947年（民国36年）5月、行政院政務委員兼新聞局局長に任ぜられ、翌年12月まで務めている。国共内戦末期に、董顕光は台湾に逃れた。

### 晩年
台湾での董顕光は総統府国策顧問、国民党中央評議委員を務める。そして報道界に復帰して、中国広播公司総経理、『中央日報』董事長となった。1952年5月、駐日大使に任ぜられ、在任末期の1956年5月9月に勲一等旭日章を受勲した。1956年5月からは駐米大使に移って、1958年7月まで在任した。
1971年1月10日、アメリカにて病没。享年85（満83歳）。自叙伝に『ある中国農民の自伝（原題：一個中國農夫的自述）』がある。また董顕光の著書のうち、『蔣総統伝』、『日本のユーモア（原題：日笑錄）』などは邦訳されている。

## 注
1. ↑  外務省情報局第一課『外務省発表文集 第一号（昭和三十年）』「一三、外交使節及び外国人叙勲関係」「11 駐日中華民国大使に対する勲章伝達について」
2. ↑  『蔣総統伝』の邦訳は、寺島正・奥野正己共訳『蔣介石』日本外政学会、1955年。